# Gbanziri
Die Sprache Gbanziri (auch Gbanzili genannt) ist eine vom Volk der Banziri gesprochene ubangische Sprache der Zentralafrikanischen Republik und der Demokratischen Republik Kongo. 
Das Buraka gilt als eine dem Gbanziri eng verwandte Sprache und könnte sogar als Varietät des Gbanziri betrachtet werden.